# عمو رموس

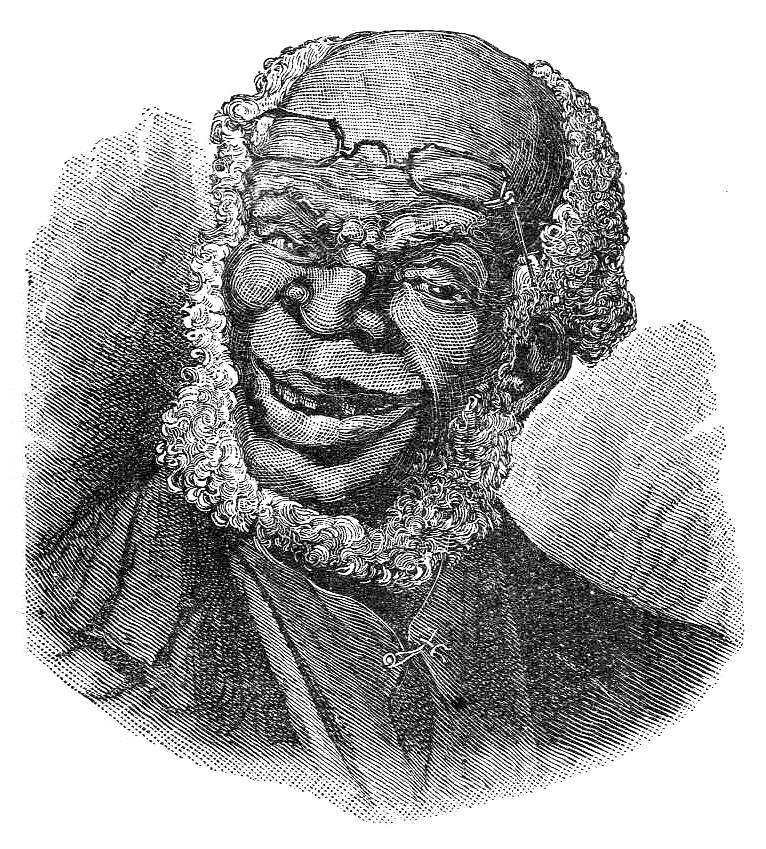
نگاره عمو رموس

عمو رموس (به انگلیسی: Uncle Remus) نام یک شخصیت داستانی سیاه‌پوست قصه‌گو است که داستان‌های جانوران و داستانهای محلی آمریکایی را برای کودکان تعریف می‌کند. این شخصیت توسط جوئل چندلر هریس نویسنده و روزنامه‌نگار قرن نوزدهم آمریکایی خلق و در سال ۱۸۸۱ در قالب کتاب منتشر شد. تا سال ۱۹۰۵ هفت کتاب از مجموعه عمو رموس نوشته شد که معروف‌ترین آنها «آوازها و گفته‌های عمو رموس»، «شب‌ها با عمو رموس»، «عمو رموس و دوستانش» و «عمو رموس باز می‌گردد» نام داشتند.
چهره عمو رموس در آغاز توسط تصویرگرانی همچون ای.بی. فراست، فردریک اس. چرچ، ایی. دبلیو. کمبل در کتاب‌های جول چندلر هریس به تصویر کشیده شد.
شخصیت عمو رموس در داستان‌ها، فیلم‌ها و انیمیشن‌های زیادی مورد استفاده قرار گرفته است. از جمله آنها در فیلم آواز جنوب نخستین فیلم غیر انیمیشن والت دیزنی است. در این فیلم، عمو رموس (جیمز بسکت) به‌عنوان شخصیت اصلی، داستان‌های مربوط به جانوران را برای برادرزاده‌هایش بازگو می‌کند. از جمله کتاب‌های منتشرشده در ایران که از نام این شخصیت بهره برده‌اند، می‌توان مجموعه کتاب‌های قصه‌های عمو رموس (ژان موزی، انتشارات گل‌آذین) را نام برد.